# Нижний Тогузак
Нижний Тогузак — река в России, протекает по территории Карталинского и Варненского районов Челябинской области.
Вытекает из болот восточнее села Париж, на северной окраине Джабык-Карагайского бора, и севернее села Варна впадает в Средний Тогузак в 38 км от устья по правому берегу. Длина — 77 км.

## Притоки
1. Колмаксай (11,1 км. — 80 км кв.)
2. Солёный (7 км. — 30 км кв.)
3. Лог Рудничный[источник не указан 3546 дней] (6,6 км. — 76 км кв.)
4. Лог Козлиный[источник не указан 3546 дней] (5,35 км. — 32,2 км кв.)
5. Кисинет (13,7 км. — 75,5 км кв.)
6. Ольховка (27,9 км. — 136 км кв.)
7. Саркамыш (10,8 км. — 94 км кв.)

## Населённые пункты на реке
Сёла Татищево, Толсты и Варна; деревня Горная; посёлки Солнце и Кызыл-Маяк.

## Данные водного реестра
По данным государственного водного реестра России относится к Иртышскому бассейновому округу, водохозяйственный участок реки — Тобол от истока до впадения реки Уй, без реки Увелька, речной подбассейн реки — Тобол. Речной бассейн реки — Иртыш.